# Ackersdijck
Ackersdijck (voorheen ook Van Ackersdijck) is een Nederlands geslacht waarvan de naam herleid is van de gelijknamige heerlijkheid gelegen nabij Delft. Het geslacht Ackersdijck werd eind 19e eeuw opgenomen in het Stam- en Wapenboek van A.A. Vorsterman van Oijen.    

## Enkele telgen
- Martinus Ackersdijck, stamvader van het geslacht Ackersdijck die het voorvoegsel 'van' achterwege liet.
  - Hendrik Ackersdijck (1658-1702) studeerde te Reims, schepen en kanunnik te 's-Hertogenbosch.
    - mr. Willem Cornelis Ackersdijck (1760-1843) jurist, historicus, advocaat en secretaris van 's Hertogenbosch.
      - mr. Jan Ackersdijck (1790-1861) jurist, econoom en hoogleraar staathuishoudkunde aan de Universiteit van Utrecht.